# Konto księgowe
Konto księgowe – specyficzne dla rachunkowości urządzenie ewidencyjne, które służy do bieżącego ujmowania operacji gospodarczych. Operacje gospodarcze zapisane na koncie podlegają sumowaniu, tworząc obroty konta, czyli sumę zapisów po jednej stronie konta.
Konto księgowe służy do grupowania jednorodnych operacji gospodarczych w celu odzwierciedlenia stanu i zmian określonego składnika aktywów, pasywów lub wyników (kosztów, przychodów, strat i zysków nadzwyczajnych). Zapisy na kontach dokonywane są najczęściej w mierniku pieniężnym. 

## Salda kont księgowych
Z pojęciem obrotu konta związane jest saldo konta, które jest różnicą pomiędzy obrotami konta. Konto księgowe może wykazywać dwa rodzaje sald:
- saldo początkowe (Sp) – określające stan składnika na początek okresu sprawozdawczego, oraz
- saldo końcowe (Sk) – mówiące o stanie składnika na koniec okresu sprawozdawczego.

## Elementy
Każde konto księgowe zawiera następujące elementy:
1. Nazwę konta (dostosowaną do istoty ujmowanych na nim składników lub zjawisk gospodarczych).
2. Symbol cyfrowy (ułatwiający jego identyfikację).
3. Dane identyfikacyjne operacji, tj: datę dokonania operacji, datę zapisu, numer dowodu księgowego, treść operacji.
4. Kwotę operacji.

Konto księgowe dwustronne, tzw. ”konto teowe (T)” wykazuje dwie strony:
- Strona lewa – nosząca nazwę Debit (Dt) lub Winien (Wn), gdzie zapisanie operacji gospodarczych określa się jako: obciążenia konta lub zapisanie w ciężar konta,
- Strona prawa – nosząca nazwę Credit (Ct) lub Ma (Ma), w przypadku którego zapisanie operacji nosi nazwę: uznania konta lub zapisania na dobro konta.

| Debit (Dt) Winien (Wn) | Debit (Dt) Winien (Wn) | Debit (Dt) Winien (Wn) | Debit (Dt) Winien (Wn) | Nazwa konta i jego symbol | Nazwa konta i jego symbol | Nazwa konta i jego symbol | Nazwa konta i jego symbol | Credit (Ct) Ma | Credit (Ct) Ma | Credit (Ct) Ma | Credit (Ct) Ma |
| ---------------------- | ---------------------- | ---------------------- | ---------------------- | ------------------------- | ------------------------- | ------------------------- | ------------------------- | -------------- | -------------- | -------------- | -------------- |
|                        |                        |                        |                        |                           |                           |                           |                           |                |                |                |                |
Z funkcjonowaniem kont księgowych wiążą się następujące czynności:
1. założenie konta,
2. otwarcie konta,
3. ewidencja operacji gospodarczych,
4. zamknięcie konta[1].

## Rodzaje
Można wyróżnić następujące (podstawowe) rodzaje kont:
1. Konta bilansowe (konta księgi głównej) – ewidencjonuje się na nich składniki aktywów i pasywów bilansowych:
  - konta aktywne – odpowiadają składnikom aktywów,
  - konta pasywne – odpowiadają składnikom pasywów,
  - konta aktywno-pasywne – mogą występować jednocześnie po stronie aktywów i pasywów bilansu.
2. Konta wynikowe (procesowe) – służące do ewidencji kosztów (strat) i przychodów (zysków).

Ze względu na szczegółowość prezentowanych informacji, konta księgowe można podzielić na:
1. Konta syntetyczne (konta główne) – charakteryzujące się wyższym stopniem agregowania operacji gospodarczych niż konta analityczne. Konta syntetyczne swym zasięgiem obejmują rozmaite konta wynikowe i bilansowe wchodzące w skład zakładowych planów kont.
2. Konta analityczne (konta ksiąg pomocniczych) – prowadzone są do kont syntetycznych (księgi głównej) w celu prowadzenia szczegółowej ewidencji. Sumy obrotów i sald kont analitycznych muszą zgadzać się z obrotami i saldami konta syntetycznego, do którego są prowadzone.

Charakterystyka kont syntetycznych
W kontach syntetycznych zawierane są różne zbiorcze zapisy operacji odnoszących się do wszystkich zespołów środków gospodarczych wraz z wyszczególnieniem źródeł ich pochodzenia. Za ich pomocą uzyskuje się dane, które umieszczane są w sprawozdaniach księgowych, w tym także w bilansie. Wśród tych kont wymienia się przede wszystkim: rozrachunki z dostawcami i odbiorcami, a także towary, kasa i materiały.
Księgowanie w ramach ewidencji syntetycznej dotyczy prawidłowości: "całokształt wszystkich obrotów dotyczących różnych kont syntetycznych zapisanych na stronie Wn musi pokrywać się z sumą obrotów wyszczególnioną po stronie Ma odnoszącej się do tych kont". Sumie sald kredytowych zapisanych po jednej stronie powinna odpowiadać dokładnie ta sama suma sald debetowych zapisanych po drugiej stronie (pomiędzy lewą i prawą stroną powinna istnieć równowartość kwot).
Dzięki kontom księgi głównej firmy zyskują informacje o różnych zdarzeniach gospodarczych, do których doszło w firmie w danym przedziale czasowym. Informacje mają z reguły ogólny charakter.
Charakterystyka kont analitycznych
Konta pomocnicze doprecyzowują dane zaczerpnięte z kont głównych. Ewidencję analityczną cechuje wykonywanie w oparciu o porządek systematyczny, stanowi ona bowiem swego rodzaju „podkonto” względem konta głównego.
Konta analityczne są jednym z elementów wchodzących w skład kont syntetycznych. Najważniejsze powiązanie pomiędzy oboma rodzajami kont tkwi w regule powtórzenia zapisu: "każdy wpis dokonany na koncie analitycznym jest tożsamy z zapisem widniejącym na koncie syntetycznym. O ile jednak ewidencję syntetyczną prowadzi się, bazując na zasadzie podwójnego zapisu, o tyle do prowadzenia konta analitycznego wystarczy wykonanie zapisu jednostronnego.
Ewidencja analityczna dotyczy głównie dysponowanych przez firmę środków trwałych, a także wartości prawnych i niematerialnych wraz z dotyczącymi ich umorzeniami oraz odpisami amortyzacyjnymi. Konta takie wykorzystuje się również w rozrachunkach z klientami oraz dostawcami, a także z pracownikami. Za ich pomocą dokumentuje się również sprzedaż towarów i usług lub ich zakup, operacje gotówkowe, jak również związane z nimi koszty.

Na podstawie zapisów kont syntetycznych jednostka na koniec każdego okresu sprawozdawczego, nie rzadziej niż raz w miesiącu, ma obowiązek sporządzić zestawienie obrotów i sald wszystkich kont księgi głównej zawierające między innymi ich salda na początek i koniec okresu sprawozdawczego, obroty za okres sprawozdawczy oraz narastająco od początku rok obrotowy
Co najmniej na dzień zamknięcia ksiąg rachunkowych sporządza się zestawienie wszystkich obrotów kont analitycznych, a na dzień inwentaryzacji - zestawienie obrotów i sald inwentaryzowanej grupy składników.